# Liste der Biografien/Lindb
Liste der Biografien |
Portal Biografien |
Personensuche
# |
A |
B |
C |
D |
E |
F |
G |
H |
I |
J |
K |
L |
M |
N |
O |
P |
Q |
R |
S |
T |
U |
V |
W |
X |
Y |
Z |
?
 
La |
Lb |
Lc |
Le |
Lg |
Lh |
Li |
Lj |
Ll |
Lm |
Lo |
Lp |
Lt |
Lu |
Lv |
Lw |
Lx |
Ly |
Lz
 
Lia |
Lib |
Lic |
Lid |
Lie |
Lif |
Lig |
Lih |
Lii |
Lij |
Lik |
Lil |
Lim |
Lin |
Lio |
Lip |
Liq |
Lir |
Lis |
Lit |
Liu |
Liv |
Liw |
Lix |
Liy |
Liz
 
Lina |
Linb |
Linc |
Lind |
Line |
Linf |
Ling |
Linh |
Lini |
Linj |
Link |
Linl |
Linn |
Lino |
Linp |
Lins |
Lint |
Linu |
Linv |
Linw |
Linx |
Liny |
Linz
 
Linda |
Lindb |
Linde |
Lindf |
Lindg |
Lindh |
Lindi |
Lindk |
Lindl |
Lindm |
Lindn |
Lindo |
Lindp |
Lindq |
Lindr |
Linds |
Lindt |
Lindu |
Lindv |
Lindw |
Lindz
Die Liste der Biografien führt alle Personen auf, die in der deutschsprachigen Wikipedia einen Artikel haben. Dieses ist eine Teilliste mit 98 Einträgen von Personen, deren Namen mit den Buchstaben „Lindb“ beginnt.

## Lindb

### Lindba
- Lindbäck, Anders (* 1988), schwedischer Eishockeytorwart
- Lindbäck, Jenny (* 1987), schwedische Biathletin
- Lindbæck, Håkon, schwedischer Skispringer
- Lindbæk, André Schei (* 1977), norwegischer Fußballspieler

### Lindbe
- Lindbeck, Assar (1930–2020), schwedischer Ökonom
- Lindbeck, Erica (* 1992), US-amerikanische Synchronsprecherin
- Lindbeck, George (1923–2018), US-amerikanischer lutherischer Theologe und Hochschullehrer
- Lindberg, Allan (1918–2004), schwedischer Stabhochspringer
- Lindberg, Anna (* 1981), schwedische Wasserspringerin
- Lindberg, Birger (1876–1940), finnischer Bergingenieur und Schriftsteller
- Lindberg, Bob (* 1945), US-amerikanischer Eishockeyspieler und -trainer
- Lindberg, Börje (1928–2023), schwedischer Bildhauer
- Lindberg, Carolus (1889–1955), finnischer Architekt und Fußballfunktionär
- Lindberg, Chad (* 1976), US-amerikanischer SchauspielerChad Lindberg (* 1976)

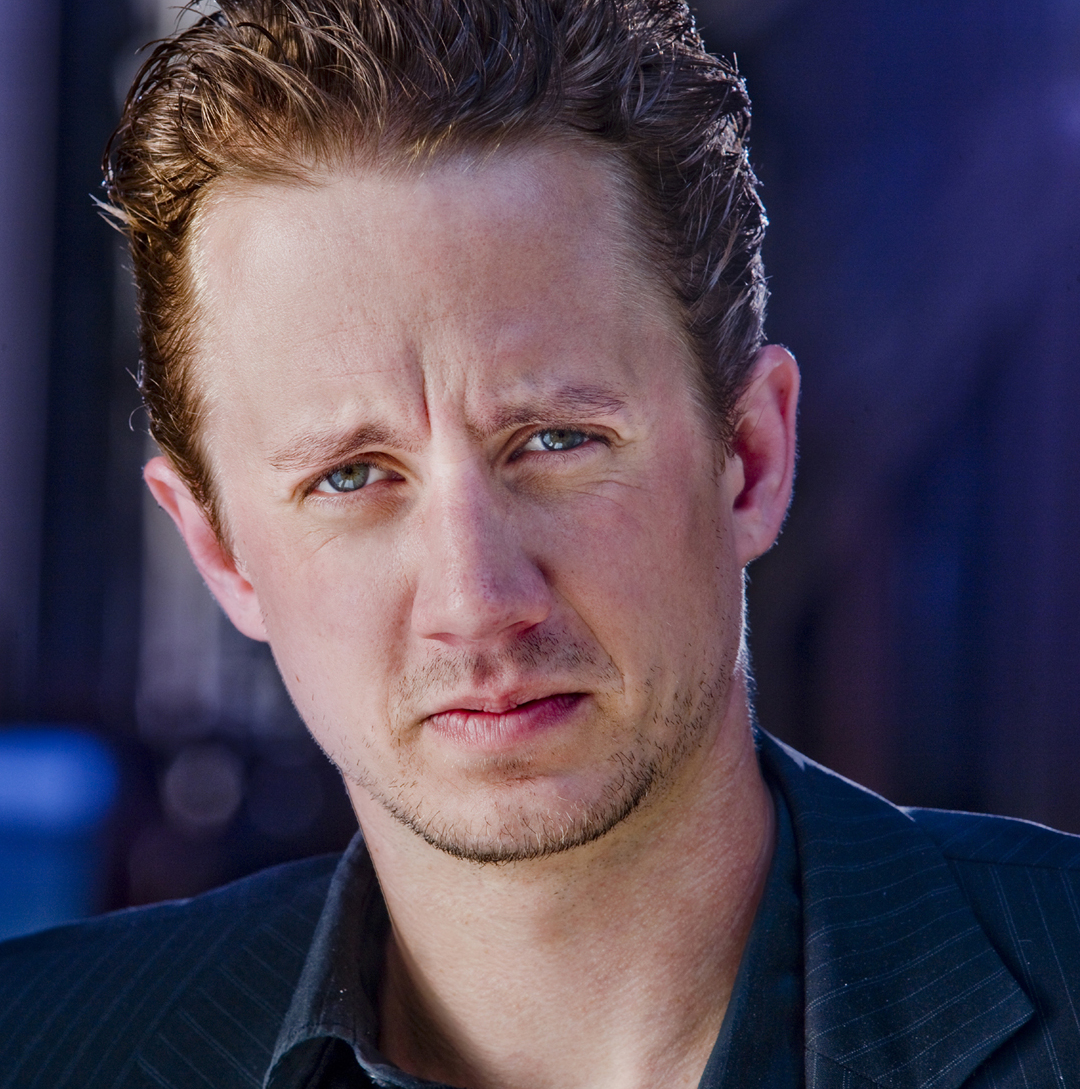
Chad Lindberg (* 1976)

- Lindberg, Chris (* 1967), kanadischer Eishockeyspieler
- Lindberg, Christian (* 1958), schwedischer Komponist und Posaunist
- Lindberg, Christian (* 1983), dänischer Basketballspieler
- Lindberg, Christina (* 1950), schwedisches Fotomodell und Schauspielerin
- Lindberg, Christina (* 1968), schwedische Sängerin
- Lindberg, David C. (1935–2015), US-amerikanischer Wissenschaftshistoriker und Hochschullehrer
- Lindberg, David R. (* 1948), US-amerikanischer Zoologe und Malakologe
- Lindberg, Edward (1886–1978), US-amerikanischer Leichtathlet
- Lindberg, Erik (1873–1966), schwedischer Bildhauer und Graveur
- Lindberg, Fredrik (* 1986), schwedischer Curler
- Lindberg, Gunilla (* 1947), schwedische Sportfunktionärin
- Lindberg, Hanna (* 1983), finnlandschwedische Historikerin und Chefredakteurin von Finsk Tidskrift
- Lindberg, Hans (* 1981), dänischer HandballspielerHans Lindberg (* 1981)

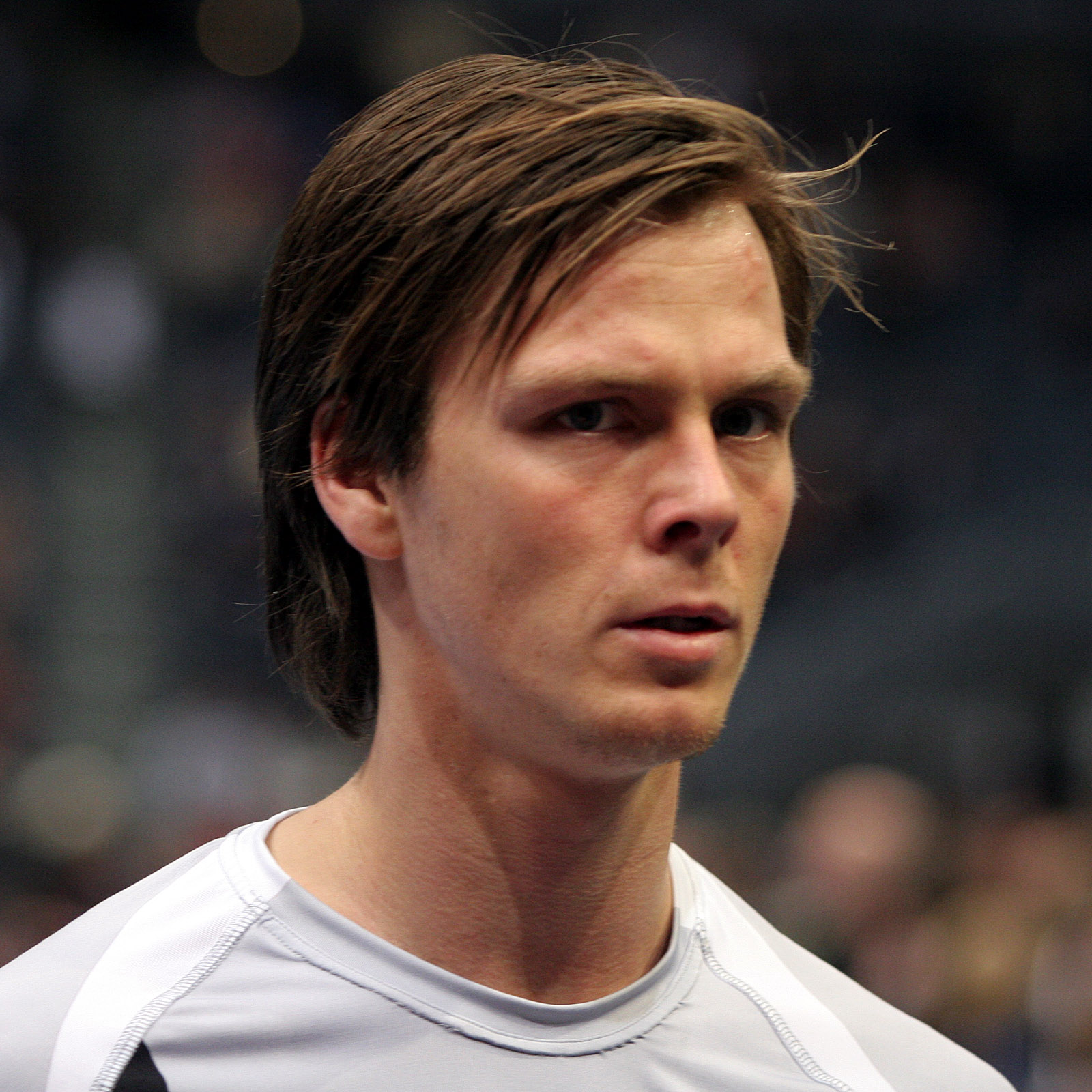
Hans Lindberg (* 1981)

- Lindberg, Hans-Dieter (* 1940), deutscher Politiker (FDP), MdHB
- Lindberg, Harald (1871–1963), finnischer Botaniker schwedischer Abstammung
- Lindberg, Hildur (1904–1976), schwedische Schauspielerin
- Lindberg, Ingvar (1911–1970), schwedischer Eisschnellläufer
- Lindberg, Jakob (* 1952), schwedischer Lautenist
- Lindberg, John (* 1959), US-amerikanischer Jazzmusiker (Bassist und Komponist)
- Lindberg, Kai (1899–1985), dänischer Politiker
- Lindberg, Karin (1915–2008), deutsche Tischtennisspielerin
- Lindberg, Karin (1929–2020), schwedische Turnerin
- Lindberg, Karl (1906–1988), schwedischer Skilangläufer
- Lindberg, Knut (1882–1961), schwedischer Leichtathlet
- Lindberg, Magnus (* 1958), finnischer Komponist
- Lindberg, Marcus (* 1980), schwedischer Fußballspieler
- Lindberg, Nils (1933–2022), schwedischer Pianist, Organist und Komponist
- Lindberg, Oscar (* 1991), schwedischer Eishockeyspieler
- Lindberg, Oskar (1887–1955), schwedischer Komponist
- Lindberg, Oskar (1894–1977), schwedischer Skilangläufer
- Lindberg, Patrik (* 1988), schwedischer E-SportlerPatrik Lindberg (* 1988)

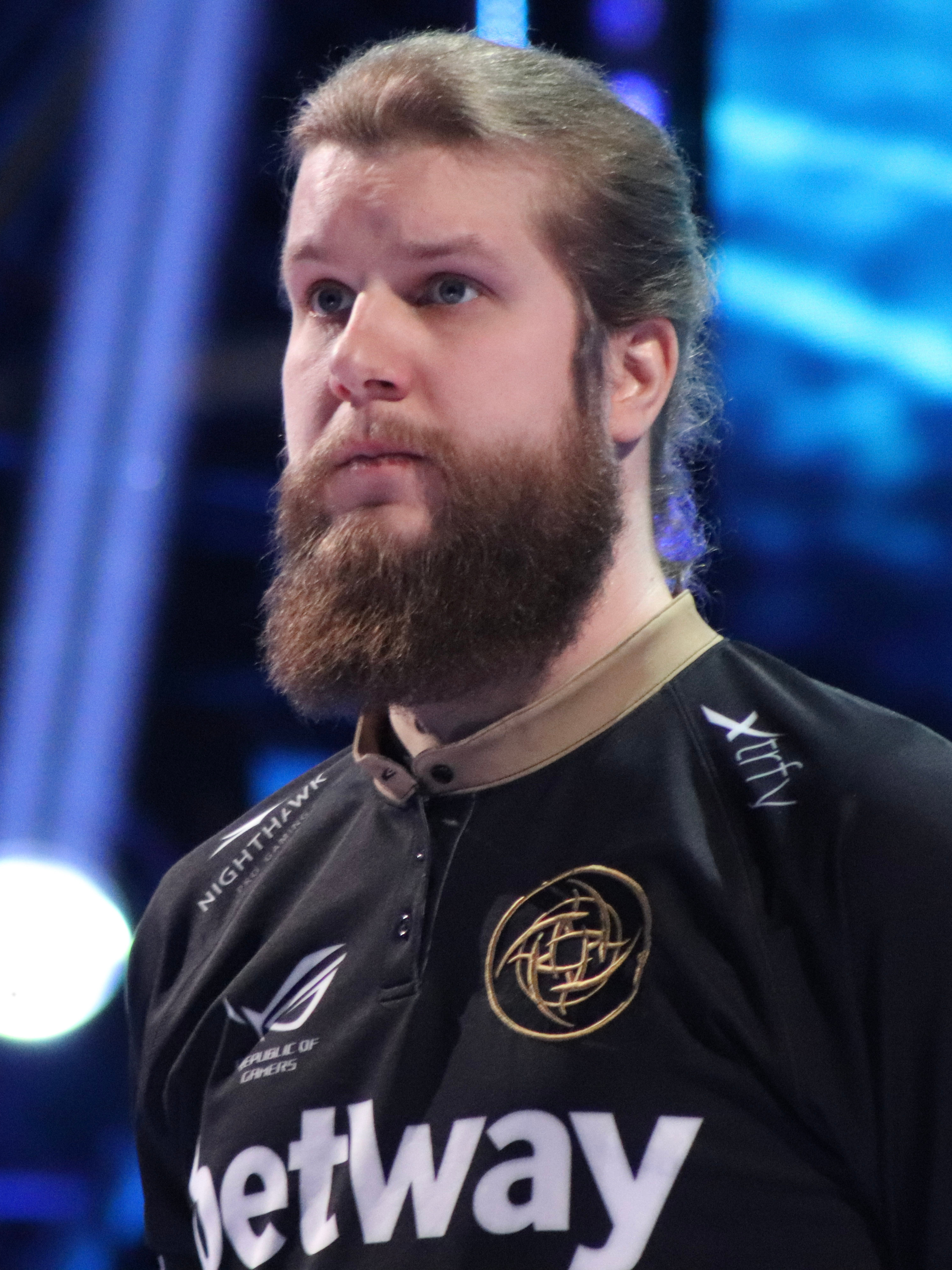
Patrik Lindberg (* 1988)

- Lindberg, Per (1890–1944), schwedischer Theater- und Filmregisseur
- Lindberg, Per-Ola (1940–2022), schwedischer Schwimmer
- Lindberg, Sextus Otto (1835–1889), schwedischer Arzt und Bryologe
- Lindberg, Sigge (1897–1977), schwedischer Fußballspieler
- Lindberg, Stig (1916–1982), schwedischer Designer
- Lindberg, Stig (1931–2010), schwedischer Geher
- Lindberg, Sven (* 1979), deutscher Psychologe und Hochschullehrer
- Lindberg, Tomas, schwedischer Punk- und Metal-Sänger
- Lindberg, Torsten (1917–2009), schwedischer Fußballspieler und -trainer
- Lindberg, Victor (1875–1951), neuseeländischer Wasserballspieler
- Lindberg, Vigor (1899–1956), schwedischer Fußballspieler
- Lindberg, Viktor (* 1996), schwedischer Volleyballspieler
- Lindberg, Ylva (* 1976), schwedische Eishockeyspielerin und -trainerin
- Lindbergh, Anne Morrow (1906–2001), US-amerikanische Ehefrau, Copilotin und Navigatorin von Charles Lindbergh
- Lindbergh, August (1808–1893), schwedisch-amerikanischer Landwirt und Politiker
- Lindbergh, Charles (1902–1974), amerikanischer Pilot der ersten Alleinüberquerung des Atlantiks, Träger der Medal of HonorCharles Lindbergh (1902–1974)

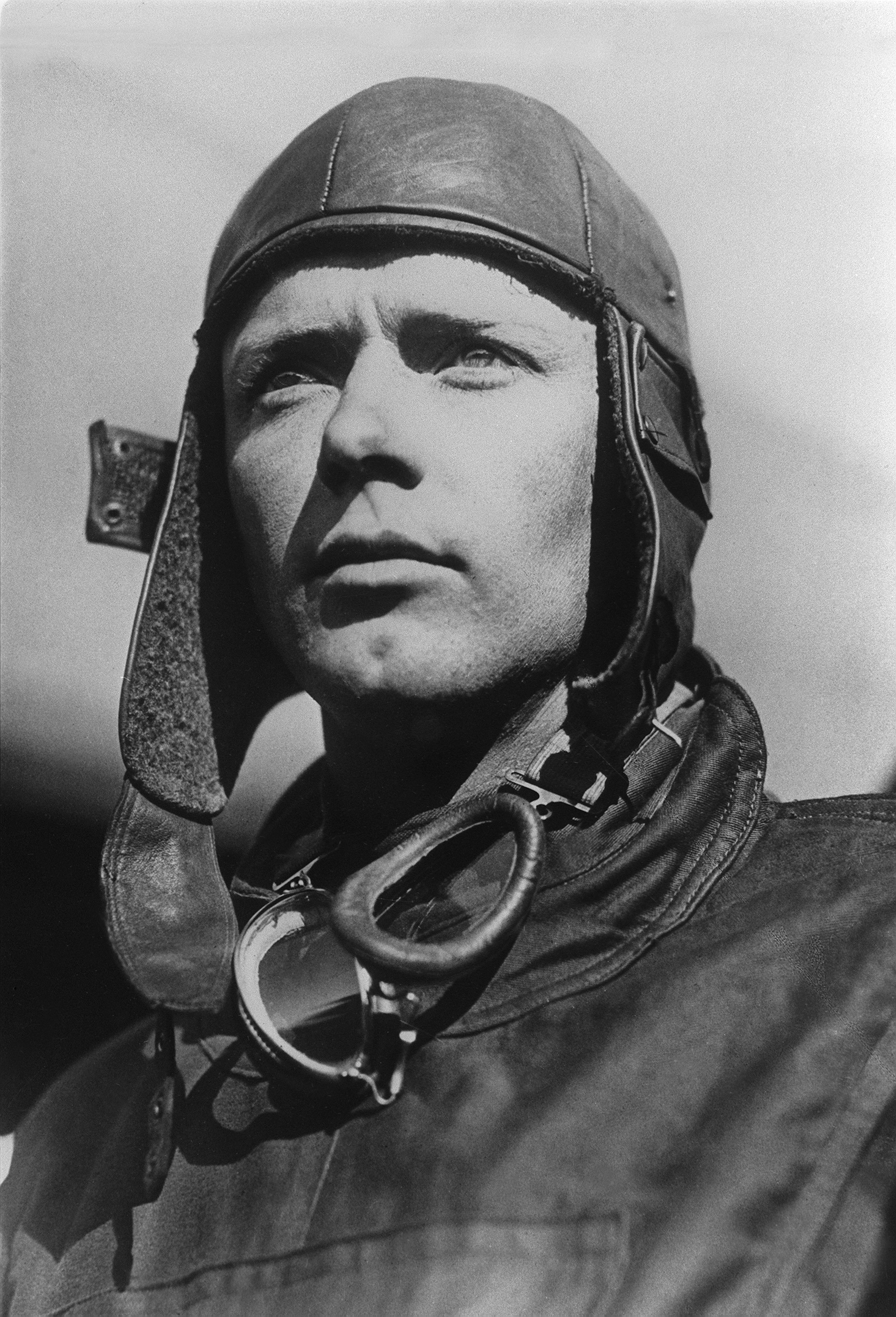
Charles Lindbergh (1902–1974)

- Lindbergh, Charles August (1859–1924), US-amerikanischer Politiker
- Lindbergh, Moritz (* 1964), deutscher Schauspieler
- Lindbergh, Pelle (1959–1985), schwedischer Eishockeytorhüter
- Lindbergh, Peter (1944–2019), deutscher Photograph
- Lindbergh, Stephanie (* 1952), deutschsprachige Volksmusik- und Schlagersängerin

### Lindbi
- Lindbichler, Gerhard (* 1940), österreichischer Mathematiker

### Lindbl
- Lindblad, Adolf Fredrik (1801–1878), schwedischer Komponist
- Lindblad, Alf (1914–1980), finnischer Hindernisläufer
- Lindblad, Anton (* 1990), schwedischer Skilangläufer
- Lindblad, Arvid (* 2007), britisch-schwedischer Automobilrennfahrer
- Lindblad, Bengt (1925–1993), schwedischer Ringer
- Lindblad, Bertil (1895–1965), schwedischer Astronom
- Lindblad, Göran (1894–1930), schwedischer Schriftsteller und Literaturhistorike
- Lindblad, Göran (1940–2022), schwedischer mathematischer Physiker
- Lindblad, Göran (* 1950), schwedischer Politiker ('Moderata samlingspartiet'), Mitglied des Riksdag
- Lindblad, Henry (1906–1946), schwedischer Stabhochspringer und Zehnkämpfer
- Lindblad, Matt (* 1990), US-amerikanischer Eishockeyspieler und -scout
- Lindblad, Otto (1809–1864), schwedischer Komponist
- Lindblad, Paul (1941–2006), US-amerikanischer Baseballspieler
- Lindblom, Andreas (1889–1977), schwedischer Kunsthistoriker und Hochschullehrer
- Lindblom, Anita (1937–2020), schwedische Schauspielerin, Tänzerin und Sängerin
- Lindblom, Charles E. (1917–2018), US-amerikanischer Politologe und Ökonom
- Lindblom, Gerhard (1887–1969), schwedischer Ethnograph und Afrikanist in Ostafrika
- Lindblom, Göran (* 1956), schwedischer Eishockeyspieler und -trainer
- Lindblom, Gunnel (1931–2021), schwedische Schauspielerin und RegisseurinGunnel Lindblom (1931–2021)

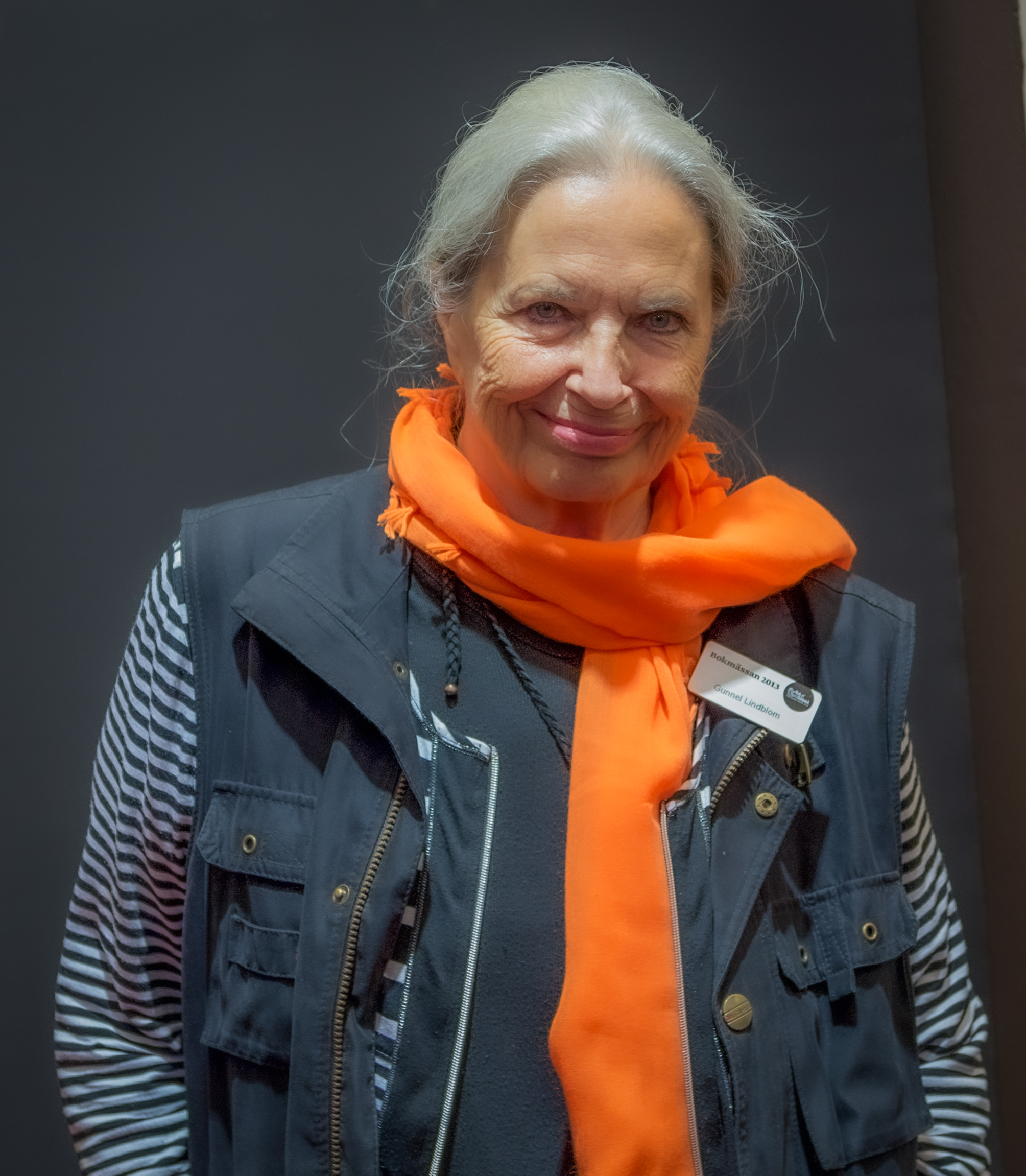
Gunnel Lindblom (1931–2021)

- Lindblom, Gustaf (1883–1976), schwedischer Fechter
- Lindblom, Gustaf (1891–1960), schwedischer Dreispringer
- Lindblom, Jacob Axelsson (1746–1819), schwedischer Philologe und Bischof
- Lindblom, Jens (1935–2004), schwedischer Bandy-, Fußballspieler und -trainer
- Lindblom, Oskar (* 1996), schwedischer Eishockeyspieler

### Lindbo
- Lindboe, Anne (* 1971), norwegische Politikerin der konservativen Partei Høyre
- Lindboe, Erling (1910–1973), norwegischer Eisschnellläufer
- Lindboe, Jacob (1843–1902), norwegischer Jurist und Politiker, Mitglied des Storting
- Lindbohm, Petteri (* 1993), finnischer Eishockeyspieler
- Lindbom, Carl (* 1991), finnischer Basketballspieler
- Lindbom, Hans (* 1953), schwedischer Fußballspieler und -trainer
- Lindborg, Sara (* 1983), schwedische Skilangläuferin